# Derbi madrileño

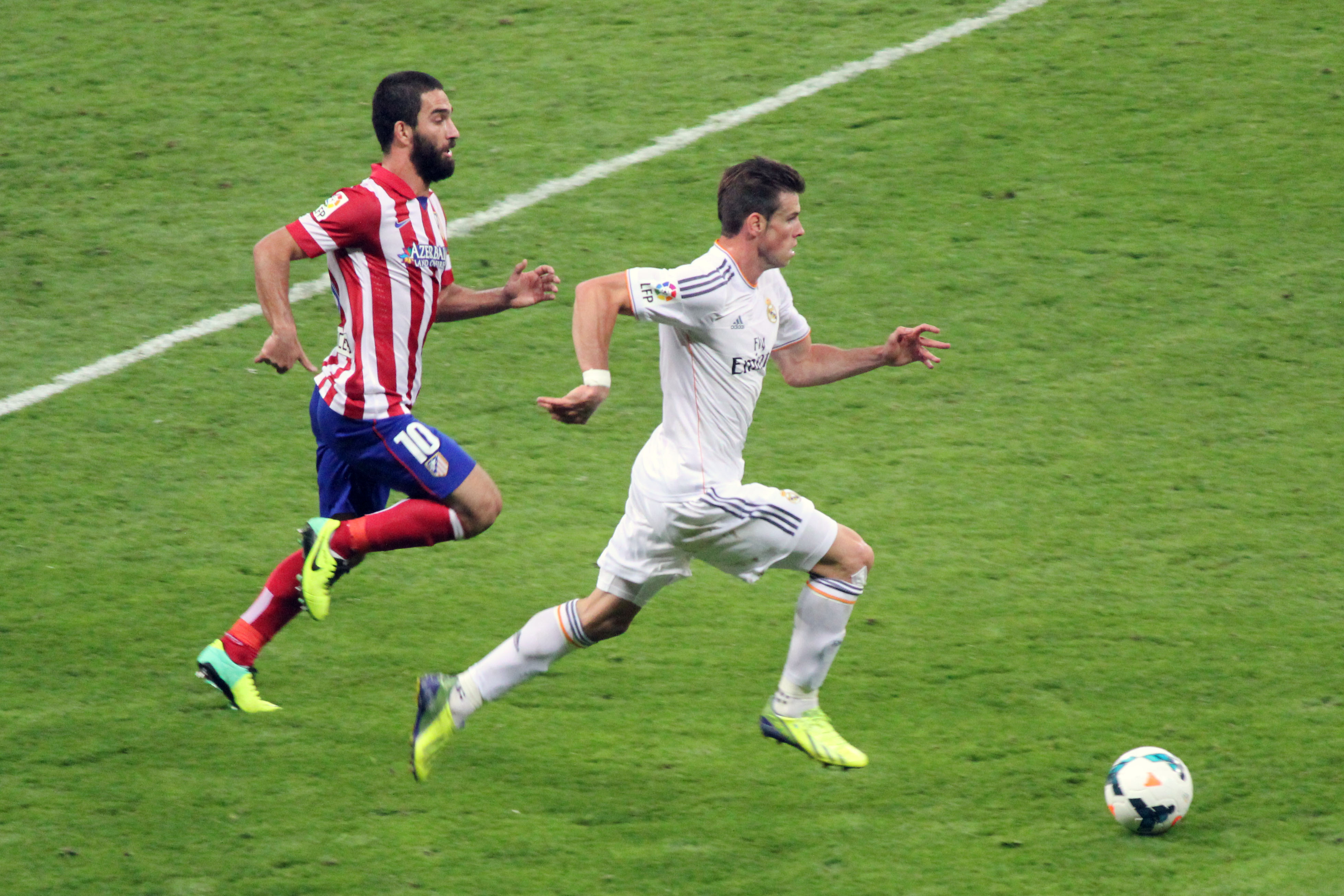
Una fase di gioco del derbi madrileño del 28 settembre 2013

Il derbi madrileño è il derby disputato tra le due maggiori squadre di calcio di Madrid: il Real Madrid Club de Fútbol e il Club Atlético de Madrid. Si tratta di una partita molto sentita e, allo stesso tempo, ad alto rischio di scontri. Il primo incontro tra le due compagini fu giocato nel 1906, e terminò 2-1 in favore del Real Madrid.
Nel corso della storia le due squadre si sono incontrate in diverse competizioni: Campionato Regionale Centro, Copa Federación Centro, Liga, Coppa del Re, Coppa della Liga, Supercopa de España, Champions League e Supercoppa Europea. Il bilancio delle finali disputate tra le due squadre vede ad oggi una situazione di parità con sei vittorie per parte. Le finali di maggior prestigio sono state quella del 2014 in Champions League, che ha visto trionfare i blancos per 4-1 dopo i tempi supplementari, e quella del 2016 nella medesima competizione, che ha visto prevalere ancora una volta il Real per 5-3 dopo i rigori, a seguito dell'1-1 maturato durante i tempi regolamentari e rimasto tale al termine dei tempi supplementari. Le due compagini sono state inoltre protagoniste nella Supercoppa UEFA 2018, vinta dall'Atlético per 4-2 dopo i tempi supplementari, caratterizzata dal fatto di essere la prima edizione del trofeo disputata tra due squadre della medesima città.

## Il derby nelle origini
Real Madrid e Atlético Madrid, fondati rispettivamente nel 1902 e nel 1903, erano le due squadre più rappresentative della Federación Regional Centro, insieme alle già scomparse Racing Club de Madrid e Real Sociedad Gimnástica Española. La competizione Campeonato Regional Centro fu dominata in ventisette delle trenta edizioni da entrambe le squadre e cinque titoli se li aggiudicarono quando il torneo si chiamava Campeonatos Mancomunados. La vicinanza territoriale fece aumentare la rivalità e il campionato regionale divenne una fase eliminatoria per qualificarsi alla Coppa del Re.

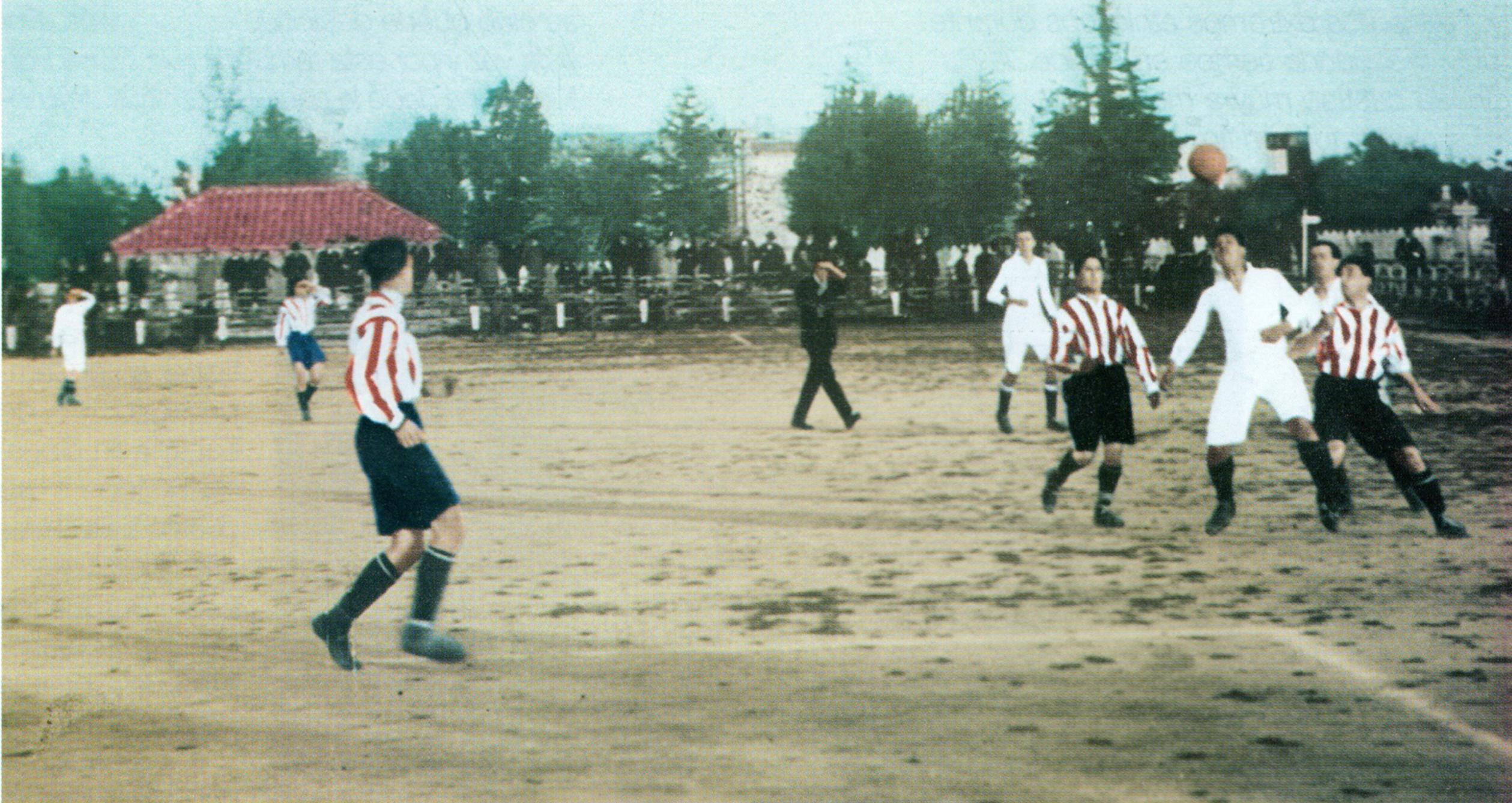
Un derby di Madrid giocato nel 1919

Da allora fino ai giorni nostri, quello tra Atlético e Real è considerato l'incontro più rilevante tra squadre della capitale, trattandosi di due dei club più antichi e importanti nella storia del calcio per le vittorie conquistate, per la rivalità e per essere riuscite a sopravvivere mantenendo la loro integrità senza ricorrere a fusioni con altre società.
La prima vittoria del Campeonato Regional da parte dell’Athletic Club de Madrid, antico nome dell'Atlético, avvenne nel 1914 quando la compagine madrilena abbandonò i colori sociali bianco-azzurri per quelli attuali rojiblancos e guadagnandosi l'appellativo di colchoneros.
Due anni più tardi c'è stata molta tensione durante l'ultimo incontro che vide la vittoria madridista per 3-2 e il titolo di campione per il Real Madrid: i tifosi dell'Atlético invasero il terreno di gioco con l'intenzione di aggredire gli arbitri rei di non essere stati imparziali e di aver favorito i blancos. Anche nel 1918 l'ultimo incontro per il titolo vide contrapposte le due compagini, e anche stavolta fu il Real Madrid ad avere la meglio. Fino al 1921 l'Atlético non riuscì mai a vincere il torneo.

## La nascita della Liga
Nel 1928 ci fu l'istituzione della Primera División cui partecipavano le migliori dieci squadre spagnole, tra cui anche Real e Atlético Madrid. Il primo incontro tra le due compagini si ebbe il 24 febbraio 1929 e vide la vittoria del Real Madrid per due reti a una, entrambe segnate da Monchín Triana, il quale era stato uno dei migliori calciatori dell'Atlético negli anni del Campeonato Regional.
L'anno precedente, esattamente il 19 febbraio 1928, le due squadre di Madrid si affrontarono per la prima volta in Coppa del Re con conseguente vittoria del Real per 1-0.

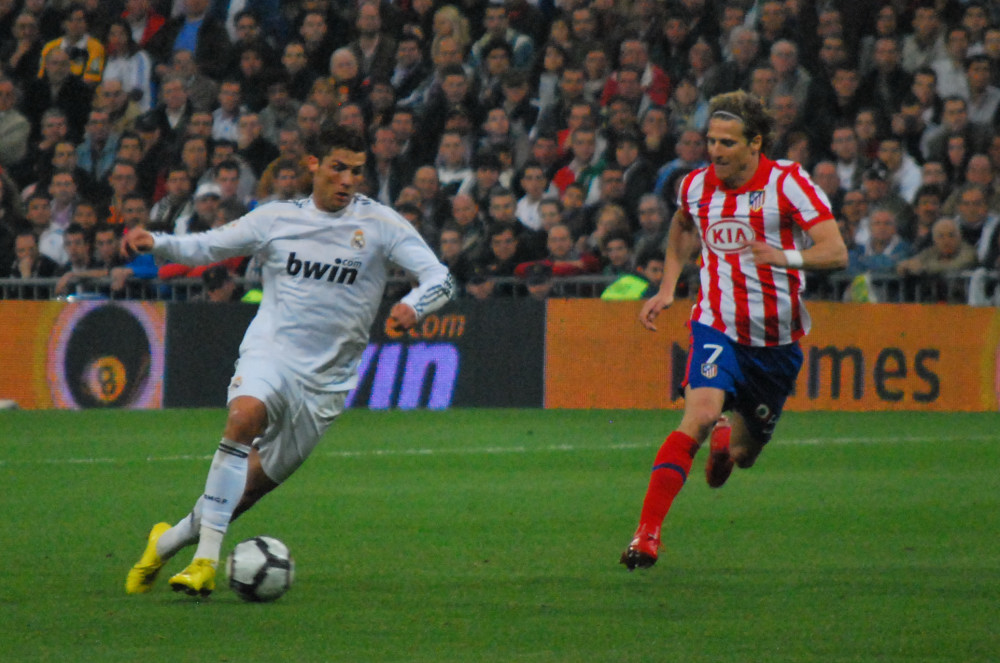
Cristiano Ronaldo, miglior marcatore della stracittadina, in un derby di Primera División nel 2010

In seguito alla guerra civile spagnola l’Athletic Club de Madrid si fuse con il Club Aviación Nacional dando vita all’Athletic Aviación de Madrid, che vinse due volte la Liga eguagliando i trofei vinti dai rivali concittadini.
Nella stagione 1939-40 ci fu l'ultima edizione del Campeonato Regional Centro e vide vittoriosi i rojiblancos che conquistarono il loro quarto trofeo a fronte dei 23 vinti dal Real. In tutto le due squadre si sono affrontate 54 volte; ci sono state 34 vittorie del Real Madrid, 13 dell'Atlético e 7 pareggi.
Nella storia della Liga il Real Madrid ha un ampio vantaggio di vittorie rispetto ai cugini (89 a 41), maturato soprattutto negli anni settanta, dato che fino alla stagione 1972-73 erano solo 11 le vittorie in più che avevano le merengues nei confronti dei colchoneros. 

La vittoria per 1-2 nella Coppa del Re 2012-2013 dell'Atlético Madrid ha sancito la fine di una serie di nove sconfitte consecutive, nonché quella di 29 partite senza vittorie negli ultimi 14 anni e ha dato il via ad un periodo di maggiore equilibrio negli incontri, culminato con le tre vittorie consecutive biancorosse delle stagioni di Primera División 2013-14, 2014-15 e 2015-16 al Santiago Bernabéu.

## Derby disputati

### Cronologia dei derby nel Campeonato Regional

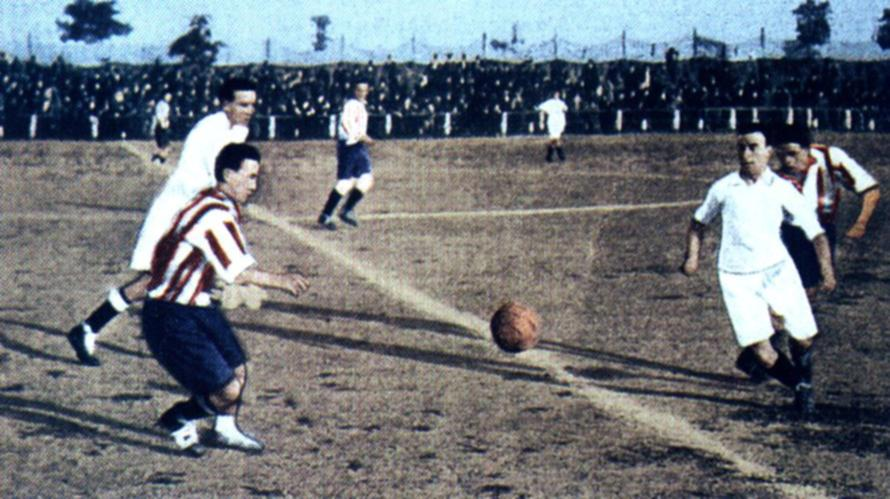
Azione di gioco del derby di Madrid del 22 febbraio 1920 terminato 3-2 per i Colchoneros

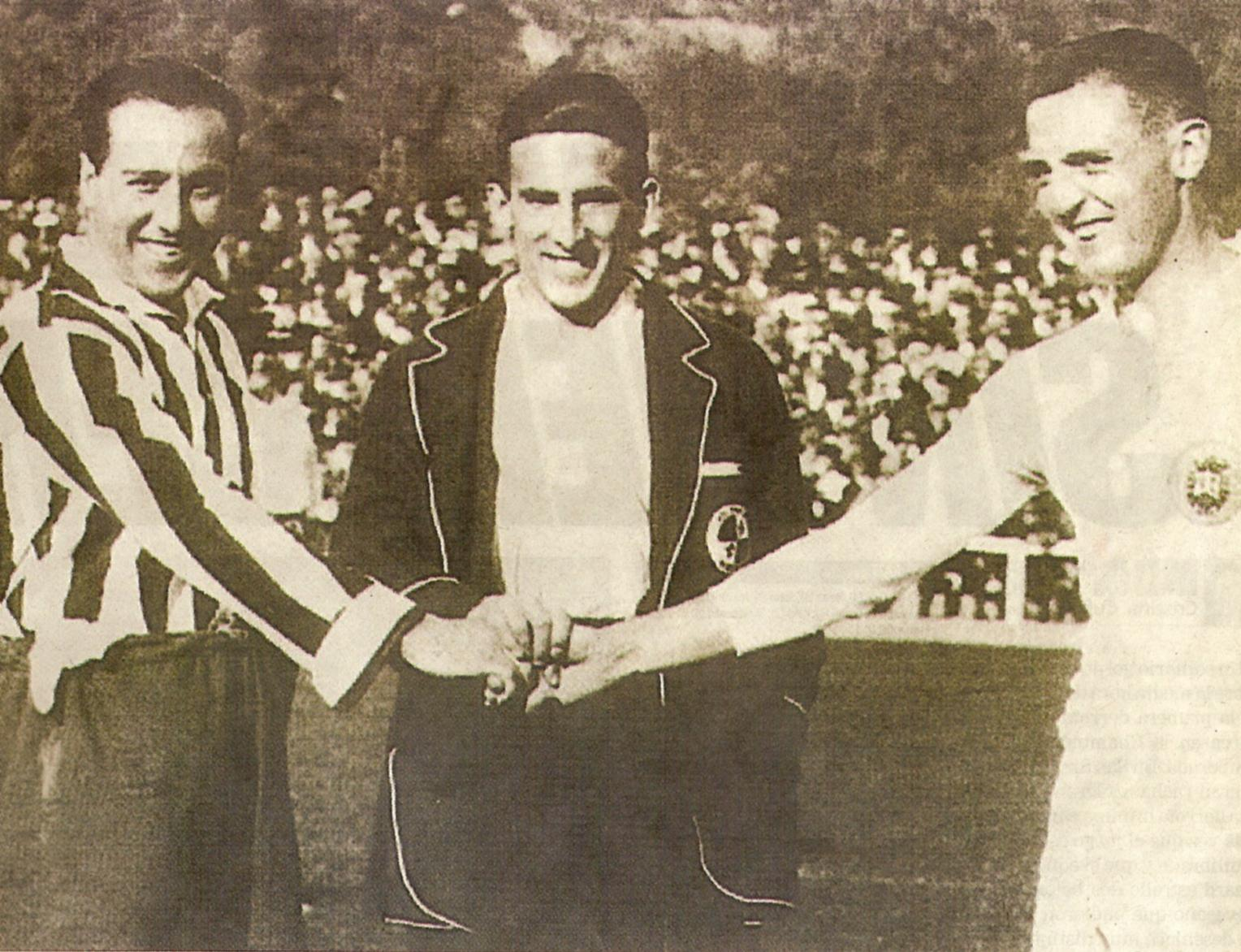
I capitani Pololo e Bernabéu in un derby del 1922

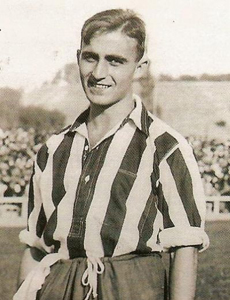
Ramón "Monchín" Triana fu uno dei più prolifici marcatori del campionato regionale

| Stagione  | Casa                                                                          | Trasferta                                                                     | Casa                                                                          | Trasferta                                                                     |
| --------- | ----------------------------------------------------------------------------- | ----------------------------------------------------------------------------- | ----------------------------------------------------------------------------- | ----------------------------------------------------------------------------- |
| 1906-1907 | Real Madrid 2                                                                 | Atlético Madrid 1                                                             | Atlético Madrid 5                                                             | Real Madrid 0                                                                 |
| 1907-1908 | Real Madrid 0                                                                 | Atlético Madrid 0                                                             | Atlético Madrid 0                                                             | Real Madrid 3                                                                 |
| 1908-1909 | -                                                                             | -                                                                             | Atlético Madrid 2                                                             | Real Madrid 0                                                                 |
| 1909-1910 | Non giocati a causa della mancata partecipazione dell'Athletic Club de Madrid | Non giocati a causa della mancata partecipazione dell'Athletic Club de Madrid | Non giocati a causa della mancata partecipazione dell'Athletic Club de Madrid | Non giocati a causa della mancata partecipazione dell'Athletic Club de Madrid |
| 1910-1911 | Non giocati a causa della mancata partecipazione dell'Athletic Club de Madrid | Non giocati a causa della mancata partecipazione dell'Athletic Club de Madrid | Non giocati a causa della mancata partecipazione dell'Athletic Club de Madrid | Non giocati a causa della mancata partecipazione dell'Athletic Club de Madrid |
| 1911-1912 | Fu giocata solo una partita amichevole finita 1-1                             | Fu giocata solo una partita amichevole finita 1-1                             | Fu giocata solo una partita amichevole finita 1-1                             | Fu giocata solo una partita amichevole finita 1-1                             |
| 1912-1913 | -                                                                             | -                                                                             | Atlético Madrid 3                                                             | Real Madrid 3                                                                 |
| 1913-1914 | Real Madrid 2                                                                 | Atlético Madrid 0                                                             | Atlético Madrid 2                                                             | Real Madrid 0                                                                 |
| 1914-1915 | Real Madrid 3                                                                 | Atlético Madrid 2                                                             | Atlético Madrid 2                                                             | Real Madrid 2                                                                 |
| 1915-1916 | Real Madrid 2                                                                 | Atlético Madrid 0                                                             | Atlético Madrid 2                                                             | Real Madrid 3                                                                 |
| 1916-1917 | Atlético Madrid 2                                                             | Real Madrid 3                                                                 | Real Madrid 3                                                                 | Atlético Madrid 0                                                             |
| 1917-1918 | Atlético Madrid 4                                                             | Real Madrid 1                                                                 | Real Madrid 3                                                                 | Atlético Madrid 1                                                             |
| 1918-1919 | Atlético Madrid 0                                                             | Real Madrid 2                                                                 | Real Madrid 5                                                                 | Atlético Madrid 0                                                             |
| 1919-1920 | Atlético Madrid 1                                                             | Real Madrid 3                                                                 | Real Madrid 2                                                                 | Atlético Madrid 3                                                             |
| 1920-1921 | Atlético Madrid 2                                                             | Real Madrid 0                                                                 | Real Madrid 1                                                                 | Atlético Madrid 2                                                             |
| 1921-1922 | Real Madrid 1                                                                 | Atlético Madrid 1                                                             | Atlético Madrid 2                                                             | Real Madrid 4                                                                 |
| 1922-1923 | Atlético Madrid 1                                                             | Real Madrid 2                                                                 | Real Madrid 1                                                                 | Atlético Madrid 2                                                             |
| 1923-1924 | Real Madrid 2                                                                 | Atlético Madrid 1                                                             | Atlético Madrid 0                                                             | Real Madrid 1                                                                 |
| 1924-1925 | Atlético Madrid 1                                                             | Real Madrid 1                                                                 | Real Madrid 1                                                                 | Atlético Madrid 1                                                             |
| 1925-1926 | Real Madrid 2                                                                 | Atlético Madrid 0                                                             | Atlético Madrid 0                                                             | Real Madrid 1                                                                 |
| 1926-1927 | Real Madrid 0                                                                 | Atlético Madrid 1                                                             | Atlético Madrid 1                                                             | Real Madrid 3                                                                 |
| 1927-1928 | Real Madrid 3                                                                 | Atlético Madrid 2                                                             | Atlético Madrid 2                                                             | Real Madrid 1                                                                 |
| 1928-1929 | Atlético Madrid 0                                                             | Real Madrid 2                                                                 | Real Madrid 3                                                                 | Atlético Madrid 1                                                             |
| 1929-1930 | Atlético Madrid 2                                                             | Real Madrid 2                                                                 | Real Madrid 2                                                                 | Atlético Madrid 1                                                             |
| 1930-1931 | Real Madrid 2                                                                 | Atlético Madrid 2                                                             | Atlético Madrid 1                                                             | Real Madrid 3                                                                 |
| 1931-1932 | Real Madrid 3                                                                 | Atlético Madrid 1                                                             | Atlético Madrid 3                                                             | Real Madrid 3                                                                 |
| 1932-1933 | Atlético Madrid 1                                                             | Real Madrid 4                                                                 | Real Madrid 3                                                                 | Atlético Madrid 0                                                             |
| 1933-1934 | Real Madrid 0                                                                 | Atlético Madrid 2                                                             | Atlético Madrid 2                                                             | Real Madrid 2                                                                 |
| 1934-1935 | Atlético Madrid 1                                                             | Real Madrid 4                                                                 | Real Madrid 3                                                                 | Atlético Madrid 2                                                             |
| 1935-1936 | Atlético Madrid 0                                                             | Real Madrid 2                                                                 | Real Madrid 2                                                                 | Atlético Madrid 0                                                             |
| 1936-1937 | Non giocata a causa della Guerra civile spagnola                              | Non giocata a causa della Guerra civile spagnola                              | Non giocata a causa della Guerra civile spagnola                              | Non giocata a causa della Guerra civile spagnola                              |
| 1937-1938 | Non giocata a causa della Guerra civile spagnola                              | Non giocata a causa della Guerra civile spagnola                              | Non giocata a causa della Guerra civile spagnola                              | Non giocata a causa della Guerra civile spagnola                              |
| 1938-1939 | Non giocata a causa della Guerra civile spagnola                              | Non giocata a causa della Guerra civile spagnola                              | Non giocata a causa della Guerra civile spagnola                              | Non giocata a causa della Guerra civile spagnola                              |
| 1939-1940 | Real Madrid 2                                                                 | Atlético Madrid 1                                                             | Atlético Madrid 3                                                             | Real Madrid 0                                                                 |

### Cronologia dei derby in Primera División

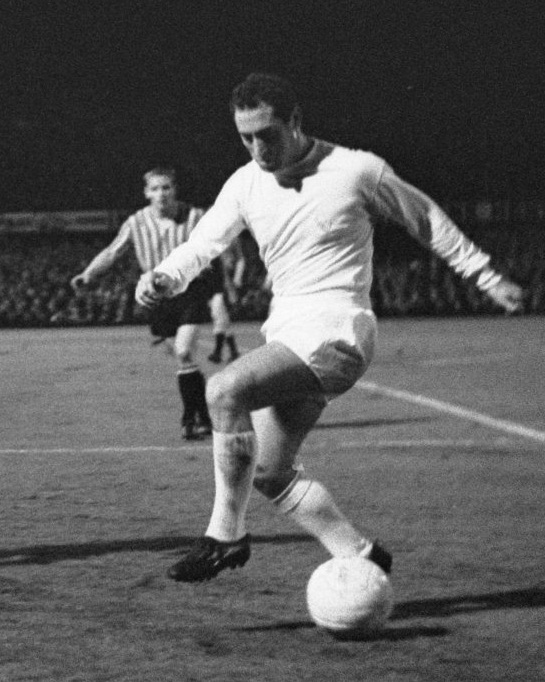
Francisco Gento, insieme a Manuel Sanchís, è il calciatore con più derby disputati

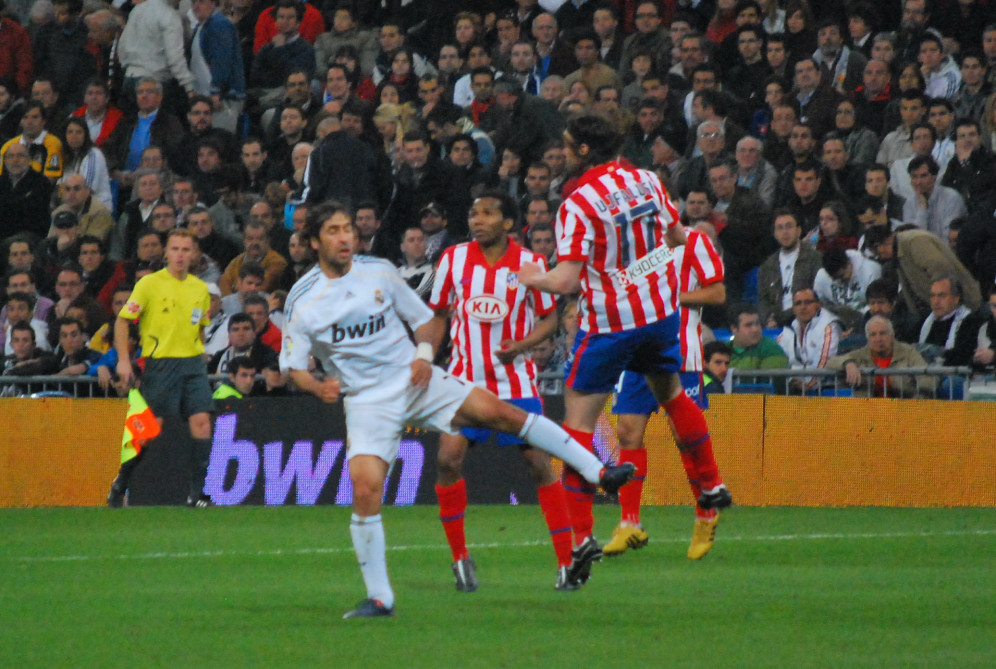
Raúl affronta Ujfaluši nel suo ultimo derby giocato con la maglia del Real Madrid

| Nº  | Data        | Stadio                         | Stagione                   | In casa         | Risultato | In trasferta    |
| --- | ----------- | ------------------------------ | -------------------------- | --------------- | --------- | --------------- |
| 1   | 24/02/1929  | Stadio di Chamartín            | Primera División 1928-1929 | Real Madrid     | 2 – 1     | Atlético Madrid |
| 2   | 30/05/1929  | Stadio metropolitano di Madrid | Primera División 1928-1929 | Atlético Madrid | 0 – 3     | Real Madrid     |
| 3   | 15/12/1929  | Stadio metropolitano di Madrid | Primera División 1929-1930 | Atlético Madrid | 2 – 1     | Real Madrid     |
| 4   | 16/02/1930  | Stadio di Chamartín            | Primera División 1929-1930 | Real Madrid     | 4 – 1     | Atlético Madrid |
| 5   | 24/11/1935  | Stadio metropolitano di Madrid | Primera División 1935-1936 | Atlético Madrid | 2 – 2     | Real Madrid     |
| 6   | 16/02/1936  | Stadio di Chamartín            | Primera División 1935-1936 | Real Madrid     | 2 – 0     | Atlético Madrid |
| 7   | 05/01/1940  | Stadio di Chamartín            | Primera División 1939-1940 | Atlético Madrid | 2 – 1     | Real Madrid     |
| 8   | 24/03/1940  | Stadio di Chamartín            | Primera División 1939-1940 | Real Madrid     | 2 – 0     | Atlético Madrid |
| 9   | 13/10/1940  | Vallecas                       | Primera División 1940-1941 | Atlético Madrid | 4 – 1     | Real Madrid     |
| 10  | 29/12/1940  | Stadio di Chamartín            | Primera División 1940-1941 | Real Madrid     | 1 – 3     | Atlético Madrid |
| 11  | 14/12/1941  | Vallecas                       | Primera División 1941-1942 | Atlético Madrid | 2 – 0     | Real Madrid     |
| 12  | 29/03/1942  | Stadio di Chamartín            | Primera División 1941-1942 | Real Madrid     | 4 – 1     | Atlético Madrid |
| 13  | 08/11/1942  | Stadio di Chamartín            | Primera División 1942-1943 | Real Madrid     | 1 – 3     | Atlético Madrid |
| 14  | 21/02/1943  | Vallecas                       | Primera División 1942-1943 | Atlético Madrid | 2 – 1     | Real Madrid     |
| 15  | 17/10/1943  | Stadio di Chamartín            | Primera División 1943-1944 | Real Madrid     | 3 – 2     | Atlético Madrid |
| 16  | 30/01/1944  | Stadio metropolitano di Madrid | Primera División 1943-1944 | Atlético Madrid | 3 – 1     | Real Madrid     |
| 17  | 05/11/1944  | Stadio metropolitano di Madrid | Primera División 1944-1945 | Atlético Madrid | 0 – 1     | Real Madrid     |
| 18  | 18/03/1945  | Stadio di Chamartín            | Primera División 1944-1945 | Real Madrid     | 3 – 1     | Atlético Madrid |
| 19  | 16/12/1945  | Stadio di Chamartín            | Primera División 1945-1946 | Real Madrid     | 2 – 1     | Atlético Madrid |
| 20  | 24/03/1946  | Stadio metropolitano di Madrid | Primera División 1945-1946 | Atlético Madrid | 3 – 1     | Real Madrid     |
| 21  | 15/12/1946  | Stadio metropolitano di Madrid | Primera División 1946-1947 | Real Madrid     | 1 – 2     | Atlético Madrid |
| 22  | 13/03/1947  | Stadio metropolitano di Madrid | Primera División 1946-1947 | Atlético Madrid | 2 – 3     | Real Madrid     |
| 23  | 23/11/1947  | Stadio metropolitano di Madrid | Primera División 1947-1948 | Atlético Madrid | 5 – 0     | Real Madrid     |
| 24  | 29/02/1948  | Nuovo stadio di Chamartín      | Primera División 1947-1948 | Real Madrid     | 1 – 1     | Atlético Madrid |
| 25  | 03/10/1948  | Nuovo stadio di Chamartín      | Primera División 1948-1949 | Real Madrid     | 1 – 2     | Atlético Madrid |
| 26  | 23/01/1949  | Stadio metropolitano di Madrid | Primera División 1948-1949 | Atlético Madrid | 0 – 2     | Real Madrid     |
| 27  | 16/10/1949  | Nuovo stadio di Chamartín      | Primera División 1949-1950 | Real Madrid     | 4 – 2     | Atlético Madrid |
| 28  | 12/02/1950  | Stadio metropolitano di Madrid | Primera División 1949-1950 | Atlético Madrid | 5 – 1     | Real Madrid     |
| 29  | 12/11/1950  | Nuovo stadio di Chamartín      | Primera División 1950-1951 | Real Madrid     | 3 – 6     | Atlético Madrid |
| 30  | 18/03/1951  | Stadio metropolitano di Madrid | Primera División 1950-1951 | Atlético Madrid | 4 – 0     | Real Madrid     |
| 31  | 07/10/1951  | Stadio metropolitano di Madrid | Primera División 1951-1952 | Atlético Madrid | 3 – 2     | Real Madrid     |
| 32  | 27/01/1952  | Nuovo stadio di Chamartín      | Primera División 1951-1952 | Real Madrid     | 2 – 1     | Atlético Madrid |
| 33  | 16/11/1952  | Stadio metropolitano di Madrid | Primera División 1952-1953 | Atlético Madrid | 1 – 2     | Real Madrid     |
| 34  | 22/03/1953  | Nuovo stadio di Chamartín      | Primera División 1952-1953 | Real Madrid     | 2 – 0     | Atlético Madrid |
| 35  | 01/11/1953  | Stadio metropolitano di Madrid | Primera División 1953-1954 | Atlético Madrid | 3 – 4     | Real Madrid     |
| 36  | 28/02/1954  | Nuovo stadio di Chamartín      | Primera División 1953-1954 | Real Madrid     | 2 – 1     | Atlético Madrid |
| 37  | 12/12/1954  | Nuovo stadio di Chamartín      | Primera División 1954-1955 | Real Madrid     | 1 – 0     | Atlético Madrid |
| 38  | 03/03/1955  | Stadio metropolitano di Madrid | Primera División 1954-1955 | Atlético Madrid | 2 – 4     | Real Madrid     |
| 39  | 16/10/1955  | Stadio Santiago Bernabéu       | Primera División 1955-1956 | Real Madrid     | 3 – 2     | Atlético Madrid |
| 40  | 19/02/1956  | Stadio metropolitano di Madrid | Primera División 1955-1956 | Atlético Madrid | 1 – 0     | Real Madrid     |
| 41  | 14/10/1956  | Stadio metropolitano di Madrid | Primera División 1956-1957 | Atlético Madrid | 2 – 4     | Real Madrid     |
| 42  | 03/02/1957  | Stadio Santiago Bernabéu       | Primera División 1956-1957 | Real Madrid     | 0 – 2     | Atlético Madrid |
| 43  | 22/12/1957  | Stadio Santiago Bernabéu       | Primera División 1957-1958 | Real Madrid     | 0 – 0     | Atlético Madrid |
| 44  | 27/04/1958  | Stadio metropolitano di Madrid | Primera División 1957-1958 | Atlético Madrid | 1 – 1     | Real Madrid     |
| 45  | 02/11/1958  | Stadio Santiago Bernabéu       | Primera División 1958-1959 | Real Madrid     | 5 – 0     | Atlético Madrid |
| 46  | 22/02/1959  | Stadio metropolitano di Madrid | Primera División 1958-1959 | Atlético Madrid | 2 – 1     | Real Madrid     |
| 47  | 01/11/1959  | Stadio metropolitano di Madrid | Primera División 1959-1960 | Atlético Madrid | 3 – 3     | Real Madrid     |
| 48  | 21/02/1960  | Stadio Santiago Bernabéu       | Primera División 1959-1960 | Real Madrid     | 3 – 2     | Atlético Madrid |
| 49  | 11/09/1960  | Stadio metropolitano di Madrid | Primera División 1960-1961 | Atlético Madrid | 1 – 0     | Real Madrid     |
| 50  | 08/01/1961  | Stadio Santiago Bernabéu       | Primera División 1960-1961 | Real Madrid     | 3 – 1     | Atlético Madrid |
| 51  | 26/11/1961  | Stadio Santiago Bernabéu       | Primera División 1961-1962 | Real Madrid     | 2 – 1     | Atlético Madrid |
| 52  | 25/03/1962  | Stadio metropolitano di Madrid | Primera División 1961-1962 | Atlético Madrid | 1 – 0     | Real Madrid     |
| 53  | 18/11/1962  | Stadio metropolitano di Madrid | Primera División 1962-1963 | Atlético Madrid | 1 – 1     | Real Madrid     |
| 54  | 17/03/1963  | Stadio Santiago Bernabéu       | Primera División 1962-1963 | Real Madrid     | 4 – 3     | Atlético Madrid |
| 55  | 24/11/1963  | Stadio Santiago Bernabéu       | Primera División 1963-1964 | Real Madrid     | 5 – 1     | Atlético Madrid |
| 56  | 19/03/1964  | Stadio metropolitano di Madrid | Primera División 1963-1964 | Atlético Madrid | 0 – 1     | Real Madrid     |
| 57  | 22/11/1964  | Stadio metropolitano di Madrid | Primera División 1964-1965 | Atlético Madrid | 0 – 1     | Real Madrid     |
| 58  | 07/03/1965  | Stadio Santiago Bernabéu       | Primera División 1964-1965 | Real Madrid     | 0 – 1     | Atlético Madrid |
| 59  | 10/10/1965  | Stadio metropolitano di Madrid | Primera División 1965-1966 | Atlético Madrid | 1 – 1     | Real Madrid     |
| 60  | 30/01/ 1966 | Stadio Santiago Bernabéu       | Primera División 1965-1966 | Real Madrid     | 3 – 1     | Atlético Madrid |
| 61  | 18/12/1966  | Stadio Santiago Bernabéu       | Primera División 1966-1967 | Real Madrid     | 2 – 1     | Atlético Madrid |
| 62  | 16/04/1967  | Stadio Vicente Calderón        | Primera División 1966-1967 | Atlético Madrid | 2 – 2     | Real Madrid     |
| 63  | 29/10/1967  | Stadio Santiago Bernabéu       | Primera División 1967-1968 | Real Madrid     | 0 – 0     | Atlético Madrid |
| 64  | 19/02/1968  | Stadio Vicente Calderón        | Primera División 1967-1968 | Atlético Madrid | 1 – 1     | Real Madrid     |
| 65  | 10/11/1968  | Stadio Vicente Calderón        | Primera División 1968-1969 | Atlético Madrid | 0 – 1     | Real Madrid     |
| 66  | 02/03/1969  | Stadio Santiago Bernabéu       | Primera División 1968-1969 | Real Madrid     | 0 – 0     | Atlético Madrid |
| 67  | 15/11/1969  | Stadio Santiago Bernabéu       | Primera División 1969-1970 | Real Madrid     | 1 – 1     | Atlético Madrid |
| 68  | 16/03/1970  | Stadio Vicente Calderón        | Primera División 1969-1970 | Atlético Madrid | 3 – 0     | Real Madrid     |
| 69  | 01/11/1970  | Stadio Vicente Calderón        | Primera División 1970-1971 | Atlético Madrid | 2 – 2     | Real Madrid     |
| 70  | 28/02/1971  | Stadio Santiago Bernabéu       | Primera División 1970-1971 | Real Madrid     | 1 – 0     | Atlético Madrid |
| 71  | 03/01/ 1971 | Stadio Santiago Bernabéu       | Primera División 1971-1972 | Real Madrid     | 1 – 0     | Atlético Madrid |
| 72  | 07/05/1972  | Stadio Vicente Calderón        | Primera División 1971-1972 | Atlético Madrid | 4 – 1     | Real Madrid     |
| 73  | 23/09/1972  | Stadio Santiago Bernabéu       | Primera División 1972-1973 | Real Madrid     | 0 – 1     | Atlético Madrid |
| 74  | 11/02/1973  | Stadio Vicente Calderón        | Primera División 1972-1973 | Atlético Madrid | 1 – 2     | Real Madrid     |
| 75  | 03/11/1973  | Stadio Santiago Bernabéu       | Primera División 1973-1974 | Real Madrid     | 2 – 0     | Atlético Madrid |
| 76  | 17/03/1974  | Stadio Vicente Calderón        | Primera División 1973-1974 | Atlético Madrid | 0 – 2     | Real Madrid     |
| 77  | 06/10/1974  | Stadio Santiago Bernabéu       | Primera División 1974-1975 | Real Madrid     | 1 – 0     | Atlético Madrid |
| 78  | 23/02/1975  | Stadio Vicente Calderón        | Primera División 1974-1975 | Atlético Madrid | 1 – 1     | Real Madrid     |
| 79  | 11/01/1976  | Stadio Vicente Calderón        | Primera División 1975-1976 | Atlético Madrid | 1 – 0     | Real Madrid     |
| 80  | 16/05/1976  | Stadio Santiago Bernabéu       | Primera División 1975-1976 | Real Madrid     | 1 – 0     | Atlético Madrid |
| 81  | 02/01/1977  | Stadio Vicente Calderón        | Primera División 1976-1977 | Atlético Madrid | 4 – 0     | Real Madrid     |
| 82  | 15/05/1977  | Stadio Santiago Bernabéu       | Primera División 1976-1977 | Real Madrid     | 1 – 1     | Atlético Madrid |
| 83  | 11/12/1977  | Stadio Santiago Bernabéu       | Primera División 1977-1978 | Real Madrid     | 4 – 2     | Atlético Madrid |
| 84  | 09/04/1978  | Stadio Vicente Calderón        | Primera División 1977-1978 | Atlético Madrid | 1 – 3     | Real Madrid     |
| 85  | 26/11/1978  | Stadio Vicente Calderón        | Primera División 1978-1979 | Atlético Madrid | 2 – 2     | Real Madrid     |
| 86  |             | Stadio Santiago Bernabéu       | Primera División 1978-1979 | Real Madrid     | 1 – 1     | Atlético Madrid |
| 87  | 06/01/1979  | Stadio Vicente Calderón        | Primera División 1979-1980 | Atlético Madrid | 1 – 1     | Real Madrid     |
| 88  | 04/05/1980  | Stadio Santiago Bernabéu       | Primera División 1979-1980 | Real Madrid     | 4 – 0     | Atlético Madrid |
| 89  | 21/12/1980  | Stadio Vicente Calderón        | Primera División 1980-1981 | Atlético Madrid | 3 – 1     | Real Madrid     |
| 90  | 19/04/1981  | Stadio Santiago Bernabéu       | Primera División 1980-1981 | Real Madrid     | 2 – 0     | Atlético Madrid |
| 91  | 26/09/1981  | Stadio Santiago Bernabéu       | Primera División 1981-1982 | Real Madrid     | 2 – 1     | Atlético Madrid |
| 92  | 10/01/1982  | Stadio Vicente Calderón        | Primera División 1981-1982 | Atlético Madrid | 2 – 3     | Real Madrid     |
| 93  | 26/09/1982  | Stadio Santiago Bernabéu       | Primera División 1982-1983 | Real Madrid     | 3 – 1     | Atlético Madrid |
| 94  | 23/01/1983  | Stadio Vicente Calderón        | Primera División 1982-1983 | Atlético Madrid | 0 – 0     | Real Madrid     |
| 95  | 30/10/1983  | Stadio Santiago Bernabéu       | Primera División 1983-1984 | Real Madrid     | 5 – 0     | Atlético Madrid |
| 96  | 04/03/1984  | Stadio Vicente Calderón        | Primera División 1983-1984 | Atlético Madrid | 1 – 0     | Real Madrid     |
| 97  | 08/12/1984  | Stadio Vicente Calderón        | Primera División 1984-1985 | Atlético Madrid | 0 – 1     | Real Madrid     |
| 98  | 07/04/1985  | Stadio Santiago Bernabéu       | Primera División 1984-1985 | Real Madrid     | 0 – 4     | Atlético Madrid |
| 99  | 06/10/1985  | Stadio Santiago Bernabéu       | Primera División 1985-1986 | Real Madrid     | 2 – 1     | Atlético Madrid |
| 100 | 01/02/1986  | Stadio Vicente Calderón        | Primera División 1985-1986 | Atlético Madrid | 0 – 1     | Real Madrid     |
| 101 | 06/12/1986  | Stadio Vicente Calderón        | Primera División 1986-1987 | Atlético Madrid | 1 – 1     | Real Madrid     |
| 102 | 25/03/1987  | Stadio Santiago Bernabéu       | Primera División 1986-1987 | Real Madrid     | 4 – 1     | Atlético Madrid |
| 103 | 06/11/1987  | Stadio Santiago Bernabéu       | Primera División 1987-1988 | Real Madrid     | 0 – 4     | Atlético Madrid |
| 104 | 19/03/1988  | Stadio Vicente Calderón        | Primera División 1987-1988 | Atlético Madrid | 1 – 3     | Real Madrid     |
| 105 | 03/12/1988  | Stadio Santiago Bernabéu       | Primera División 1988-1989 | Real Madrid     | 2 – 1     | Atlético Madrid |
| 106 | 20/05/1989  | Stadio Vicente Calderón        | Primera División 1988-1989 | Atlético Madrid | 3 – 3     | Real Madrid     |
| 107 | 05/01/1990  | Stadio Santiago Bernabéu       | Primera División 1989-1990 | Real Madrid     | 3 – 1     | Atlético Madrid |
| 108 | 27/04/1990  | Stadio Vicente Calderón        | Primera División 1989-1990 | Atlético Madrid | 3 – 3     | Real Madrid     |
| 109 | 11/01/1991  | Stadio Santiago Bernabéu       | Primera División 1990-1991 | Real Madrid     | 0 – 3     | Atlético Madrid |
| 110 | 01/06/1991  | Stadio Vicente Calderón        | Primera División 1990-1991 | Atlético Madrid | 0 – 3     | Real Madrid     |
| 111 | 03/01/1992  | Stadio Vicente Calderón        | Primera División 1991-1992 | Atlético Madrid | 2 – 0     | Real Madrid     |
| 112 | 15/05/1992  | Stadio Santiago Bernabéu       | Primera División 1991-1992 | Real Madrid     | 3 – 2     | Atlético Madrid |
| 113 | 15/01/1993  | Stadio Vicente Calderón        | Primera División 1992-1993 | Atlético Madrid | 1 – 1     | Real Madrid     |
| 114 | 11/06/1993  | Stadio Santiago Bernabéu       | Primera División 1992-1993 | Real Madrid     | 1 – 0     | Atlético Madrid |
| 115 | 02/10/1993  | Stadio Vicente Calderón        | Primera División 1993-1994 | Atlético Madrid | 0 – 0     | Real Madrid     |
| 116 | 18/02/1994  | Stadio Santiago Bernabéu       | Primera División 1993-1994 | Real Madrid     | 1 – 0     | Atlético Madrid |
| 117 | 06/11/1994  | Stadio Santiago Bernabéu       | Primera División 1994-1995 | Real Madrid     | 4 – 2     | Atlético Madrid |
| 118 | 14/04/1995  | Stadio Vicente Calderón        | Primera División 1994-1995 | Atlético Madrid | 0 – 2     | Real Madrid     |
| 119 | 17/11/1995  | Stadio Santiago Bernabéu       | Primera División 1995-1996 | Real Madrid     | 1 – 0     | Atlético Madrid |
| 120 | 29/03/1996  | Stadio Vicente Calderón        | Primera División 1995-1996 | Atlético Madrid | 1 – 2     | Real Madrid     |
| 121 | 17/01/1996  | Stadio Vicente Calderón        | Primera División 1996-1997 | Atlético Madrid | 1 – 4     | Real Madrid     |
| 122 | 13/06/1997  | Stadio Santiago Bernabéu       | Primera División 1996-1997 | Real Madrid     | 3 – 1     | Atlético Madrid |
| 123 | 30/08/1997  | Stadio Santiago Bernabéu       | Primera División 1997-1998 | Real Madrid     | 1 – 1     | Atlético Madrid |
| 124 | 10/01/1998  | Stadio Vicente Calderón        | Primera División 1997-1998 | Atlético Madrid | 1 – 1     | Real Madrid     |
| 125 | 16/01/1999  | Stadio Santiago Bernabéu       | Primera División 1998-1999 | Real Madrid     | 4 – 2     | Atlético Madrid |
| 126 | 11/06/1999  | Stadio Vicente Calderón        | Primera División 1998-1999 | Atlético Madrid | 3 – 1     | Real Madrid     |
| 127 | 29/10/1999  | Stadio Santiago Bernabéu       | Primera División 1999-2000 | Real Madrid     | 1 – 3     | Atlético Madrid |
| 128 | 17/03/2000  | Stadio Vicente Calderón        | Primera División 1999-2000 | Atlético Madrid | 1 – 1     | Real Madrid     |
| 129 | 19/01/2003  | Stadio Santiago Bernabéu       | Primera División 2002-2003 | Real Madrid     | 2 – 2     | Atlético Madrid |
| 130 | 15/06/2003  | Stadio Vicente Calderón        | Primera División 2002-2003 | Atlético Madrid | 0 – 4     | Real Madrid     |
| 131 | 03/12/2003  | Stadio Santiago Bernabéu       | Primera División 2003-2004 | Real Madrid     | 2 – 0     | Atlético Madrid |
| 132 | 17/04/2004  | Stadio Vicente Calderón        | Primera División 2003-2004 | Atlético Madrid | 1 – 2     | Real Madrid     |
| 133 | 09/01/2005  | Stadio Vicente Calderón        | Primera División 2004-2005 | Atlético Madrid | 0 – 3     | Real Madrid     |
| 134 | 21/05/2005  | Stadio Santiago Bernabéu       | Primera División 2004-2005 | Real Madrid     | 0 – 0     | Atlético Madrid |
| 135 | 15/10/2005  | Stadio Vicente Calderón        | Primera División 2005-2006 | Atlético Madrid | 0 – 3     | Real Madrid     |
| 136 | 05/03/2006  | Stadio Santiago Bernabéu       | Primera División 2005-2006 | Real Madrid     | 2 – 1     | Atlético Madrid |
| 137 | 01/10/2006  | Stadio Santiago Bernabéu       | Primera División 2006-2007 | Real Madrid     | 1 – 1     | Atlético Madrid |
| 138 | 24/02/2007  | Stadio Vicente Calderón        | Primera División 2006-2007 | Atlético Madrid | 1 – 1     | Real Madrid     |
| 139 | 25/08/2007  | Stadio Santiago Bernabéu       | Primera División 2007-2008 | Real Madrid     | 2 – 1     | Atlético Madrid |
| 140 | 20/01/2008  | Stadio Vicente Calderón        | Primera División 2007-2008 | Atlético Madrid | 0 – 2     | Real Madrid     |
| 141 | 18/10/2008  | Stadio Vicente Calderón        | Primera División 2008-2009 | Atlético Madrid | 1 – 2     | Real Madrid     |
| 142 | 08/03/2009  | Stadio Santiago Bernabéu       | Primera División 2008-2009 | Real Madrid     | 1 – 1     | Atlético Madrid |
| 143 | 07/11/2009  | Stadio Vicente Calderón        | Primera División 2009-2010 | Atlético Madrid | 2 – 3     | Real Madrid     |
| 144 | 28/03/2010  | Stadio Santiago Bernabéu       | Primera División 2009-2010 | Real Madrid     | 3 – 2     | Atlético Madrid |
| 145 | 07/11/2010  | Stadio Santiago Bernabéu       | Primera División 2010-2011 | Real Madrid     | 2 – 0     | Atlético Madrid |
| 146 | 19/03/2011  | Stadio Vicente Calderón        | Primera División 2010-2011 | Atlético Madrid | 1 – 2     | Real Madrid     |
| 147 | 26/11/2011  | Stadio Santiago Bernabéu       | Primera División 2011-2012 | Real Madrid     | 4 – 1     | Atlético Madrid |
| 148 | 11/04/2012  | Stadio Vicente Calderón        | Primera División 2011-2012 | Atlético Madrid | 1 – 4     | Real Madrid     |
| 149 | 01/12/2012  | Stadio Santiago Bernabéu       | Primera División 2012-2013 | Real Madrid     | 2 – 0     | Atlético Madrid |
| 150 | 27/04/2013  | Stadio Vicente Calderón        | Primera División 2012-2013 | Atlético Madrid | 1 – 2     | Real Madrid     |
| 151 | 28/09/2013  | Stadio Santiago Bernabéu       | Primera División 2013-2014 | Real Madrid     | 0 – 1     | Atlético Madrid |
| 152 | 02/03/2014  | Stadio Vicente Calderón        | Primera División 2013-2014 | Atlético Madrid | 2 – 2     | Real Madrid     |
| 153 | 13/09/2014  | Stadio Santiago Bernabéu       | Primera División 2014-2015 | Real Madrid     | 1 – 2     | Atlético Madrid |
| 154 | 07/02/2015  | Stadio Vicente Calderón        | Primera División 2014-2015 | Atlético Madrid | 4 – 0     | Real Madrid     |
| 155 | 04/10/2015  | Stadio Vicente Calderón        | Primera División 2015-2016 | Atlético Madrid | 1 – 1     | Real Madrid     |
| 156 | 27/02/2016  | Stadio Santiago Bernabéu       | Primera División 2015-2016 | Real Madrid     | 0 – 1     | Atlético Madrid |
| 157 | 19/11/2016  | Stadio Vicente Calderón        | Primera División 2016-2017 | Atlético Madrid | 0 – 3     | Real Madrid     |
| 158 | 08/04/2017  | Stadio Santiago Bernabéu       | Primera División 2016-2017 | Real Madrid     | 1 – 1     | Atlético Madrid |
| 159 | 18/11/2017  | Stadio Cívitas Metropolitano   | Primera División 2017-2018 | Atlético Madrid | 0 – 0     | Real Madrid     |
| 160 | 08/04/2018  | Stadio Santiago Bernabéu       | Primera División 2017-2018 | Real Madrid     | 1 – 1     | Atlético Madrid |
| 161 | 29/09/2018  | Stadio Santiago Bernabéu       | Primera División 2018-2019 | Real Madrid     | 0 – 0     | Atlético Madrid |
| 162 | 09/02/2019  | Stadio Cívitas Metropolitano   | Primera División 2018-2019 | Atlético Madrid | 1 – 3     | Real Madrid     |
| 163 | 28/09/2019  | Stadio Cívitas Metropolitano   | Primera División 2019-2020 | Atlético Madrid | 0 – 0     | Real Madrid     |
| 164 | 01/02/2020  | Stadio Alfredo Di Stéfano      | Primera División 2019-2020 | Real Madrid     | 1 – 0     | Atlético Madrid |
| 165 | 12/12/2020  | Stadio Alfredo Di Stéfano      | Primera División 2020-2021 | Real Madrid     | 2 – 0     | Atlético Madrid |
| 166 | 07/03/2021  | Stadio Cívitas Metropolitano   | Primera División 2020-2021 | Atlético Madrid | 1 – 1     | Real Madrid     |
| 167 | 21/12/2021  | Stadio Santiago Bernabéu       | Primera División 2021-2022 | Real Madrid     | 2 – 0     | Atlético Madrid |
| 168 | 08/05/2022  | Stadio Cívitas Metropolitano   | Primera División 2021-2022 | Atlético Madrid | 1 – 0     | Real Madrid     |
| 169 | 18/09/2022  | Stadio Cívitas Metropolitano   | Primera División 2022-2023 | Atlético Madrid | 1 – 2     | Real Madrid     |
| 170 | 25/02/2023  | Stadio Santiago Bernabéu       | Primera División 2022-2023 | Real Madrid     | 1 – 1     | Atlético Madrid |
| 171 | 24/09/2023  | Stadio Cívitas Metropolitano   | Primera División 2023-2024 | Atlético Madrid | 3 – 1     | Real Madrid     |
| 172 | 04/02/2024  | Stadio Santiago Bernabéu       | Primera División 2023-2024 | Real Madrid     | 1 – 1     | Atlético Madrid |
| 173 | 29/09/2024  | Stadio Cívitas Metropolitano   | Primera División 2024-2025 | Atlético Madrid | 1 – 1     | Real Madrid     |
| 174 | 09/02/2025  | Stadio Santiago Bernabéu       | Primera División 2024-2025 | Real Madrid     | 1 – 1     | Atlético Madrid |

### Cronologia dei derby in Coppa del Re

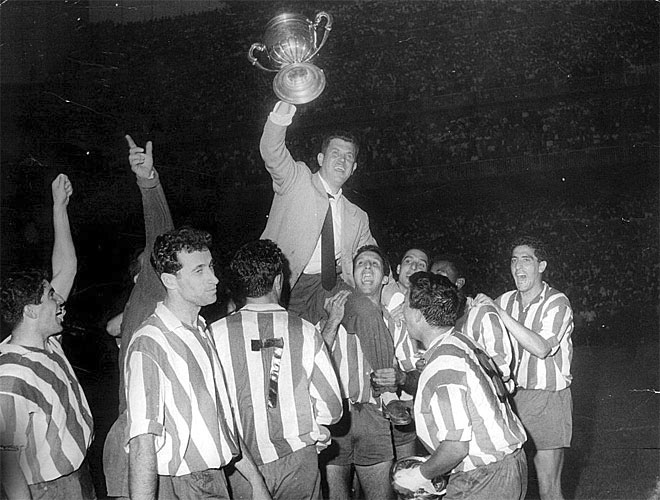
L'Atlético festeggia la vittoria della coppa nel 1960, battendo il Real 3-1

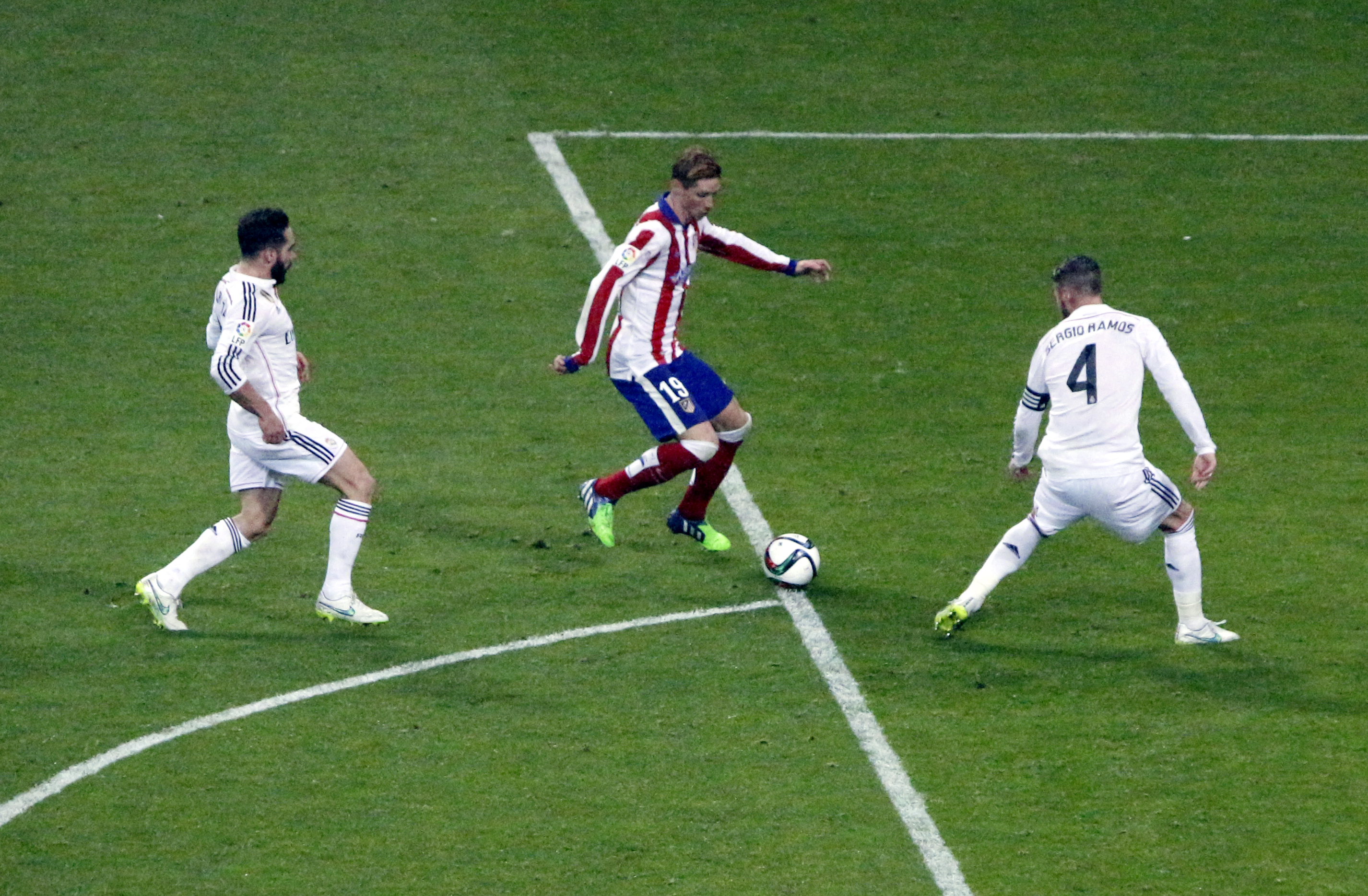
Fernando Torres affronta Sergio Ramos in un recente derby di Coppa del Re

| Nº | Data       | Stadio                         | Competizione                      | In casa         | Risultato             | In trasferta    |
| -- | ---------- | ------------------------------ | --------------------------------- | --------------- | --------------------- | --------------- |
| 1  | 19/02/1928 | Stadio metropolitano di Madrid | Coppa del Re 1928                 | Atlético Madrid | 0 – 1                 | Real Madrid     |
| 2  | 25/03/1928 | Stadio di Chamartín            | Coppa del Re 1928                 | Real Madrid     | 3 – 0                 | Atlético Madrid |
| 3  | 14/05/1950 | Nuovo stadio di Chamartín      | Coppa del Generalissimo 1949-1950 | Real Madrid     | 6 – 3                 | Atlético Madrid |
| 4  | 18/05/1950 | Stadio metropolitano di Madrid | Coppa del Generalissimo 1949-1950 | Atlético Madrid | 1 – 0                 | Real Madrid     |
| 5  | 06/05/1951 | Stadio metropolitano di Madrid | Coppa del Generalissimo 1951      | Atlético Madrid | 0 – 1                 | Real Madrid     |
| 6  | 20/05/1951 | Nuovo stadio di Chamartín      | Coppa del Generalissimo 1951      | Real Madrid     | 1 – 1                 | Atlético Madrid |
| 7  | 18/05/1958 | Stadio Santiago Bernabéu       | Coppa del Generalissimo 1958      | Real Madrid     | 4 – 0                 | Atlético Madrid |
| 8  | 25/05/1958 | Stadio metropolitano di Madrid | Coppa del Generalissimo 1958      | Atlético Madrid | 0 – 1                 | Real Madrid     |
| 9  | 26/06/1960 | Stadio Santiago Bernabéu       | Coppa del Generalissimo 1959-1960 | Atlético Madrid | 3 – 1                 | Real Madrid     |
| 10 | 02/07/1961 | Stadio Santiago Bernabéu       | Coppa del Generalissimo 1960-1961 | Atlético Madrid | 3 – 2                 | Real Madrid     |
| 11 | 23/05/1964 | Stadio Santiago Bernabéu       | Coppa del Generalissimo 1963-1964 | Real Madrid     | 2 – 2                 | Atlético Madrid |
| 12 | 31/05/1964 | Stadio metropolitano di Madrid | Coppa del Generalissimo 1963-1964 | Atlético Madrid | 1 – 1                 | Real Madrid     |
| 13 | 03/06/1964 | Stadio metropolitano di Madrid | Coppa del Generalissimo 1963-1964 | Atlético Madrid | 2 – 1                 | Real Madrid     |
| 14 | 23/05/1965 | Stadio Santiago Bernabéu       | Coppa del Generalissimo 1964-1965 | Real Madrid     | 1 – 0                 | Atlético Madrid |
| 15 | 30/05/1965 | Stadio metropolitano di Madrid | Coppa del Generalissimo 1964-1965 | Atlético Madrid | 4 – 0                 | Real Madrid     |
| 16 | 04/05/1969 | Stadio Manzanares              | Coppa del Generalissimo 1969      | Atlético Madrid | 2 – 1                 | Real Madrid     |
| 17 | 11/05/1969 | Stadio Santiago Bernabéu       | Coppa del Generalissimo 1969      | Real Madrid     | 0 – 0                 | Atlético Madrid |
| 18 | 05/07/1975 | Stadio Vicente Calderón        | Coppa del Generalissimo 1974-1975 | Real Madrid     | 0 – 0 (dts) (4-3 dtr) | Atlético Madrid |
| 19 | 10/01/1979 | Stadio Vicente Calderón        | Coppa del Re 1978-1979            | Atlético Madrid | 1 – 1                 | Real Madrid     |
| 20 | 24/01/1979 | Stadio Santiago Bernabéu       | Coppa del Re 1978-1979            | Real Madrid     | 2 – 2 (dts) (4-1 dtr) | Atlético Madrid |
| 21 | 15/05/1980 | Stadio Vicente Calderón        | Coppa del Re 1979-1980            | Atlético Madrid | 0 – 0                 | Real Madrid     |
| 22 | 24/05/1980 | Stadio Santiago Bernabéu       | Coppa del Re 1979-1980            | Real Madrid     | 1 – 1 (dts) (4-3 dtr) | Atlético Madrid |
| 23 | 03/02/1982 | Stadio Santiago Bernabéu       | Coppa del Re 1981-1982            | Real Madrid     | 0 – 0                 | Atlético Madrid |
| 24 | 17/02/1982 | Stadio Vicente Calderón        | Coppa del Re 1981-1982            | Atlético Madrid | 0 – 1                 | Real Madrid     |
| 25 | 03/06/1987 | Stadio Santiago Bernabéu       | Coppa del Re 1986-1987            | Real Madrid     | 3 – 2                 | Atlético Madrid |
| 26 | 10/06/1987 | Stadio Vicente Calderón        | Coppa del Re 1986-1987            | Atlético Madrid | 2 – 0                 | Real Madrid     |
| 27 | 06/06/1989 | Stadio Vicente Calderón        | Coppa del Re 1988-1989            | Atlético Madrid | 0 – 2                 | Real Madrid     |
| 28 | 20/06/1989 | Stadio Santiago Bernabéu       | Coppa del Re 1988-1989            | Real Madrid     | 1 – 0                 | Atlético Madrid |
| 29 | 07/11/1989 | Stadio Vicente Calderón        | Coppa del Re 1989-1990            | Atlético Madrid | 0 – 0                 | Real Madrid     |
| 30 | 29/11/1989 | Stadio Santiago Bernabéu       | Coppa del Re 1989-1990            | Real Madrid     | 2 – 0                 | Atlético Madrid |
| 31 | 07/11/1991 | Stadio Santiago Bernabéu       | Coppa del Re 1990-1991            | Real Madrid     | 1 – 1                 | Atlético Madrid |
| 32 | 20/02/1991 | Stadio Vicente Calderón        | Coppa del Re 1990-1991            | Atlético Madrid | 1 – 0                 | Real Madrid     |
| 33 | 27/06/1992 | Stadio Santiago Bernabéu       | Coppa del Re 1991-1992            | Atlético Madrid | 2 – 0                 | Real Madrid     |
| 34 | 04/01/1994 | Stadio Santiago Bernabéu       | Coppa del Re 1993-1994            | Real Madrid     | 2 – 2                 | Atlético Madrid |
| 35 | 13/01/1994 | Stadio Vicente Calderón        | Coppa del Re 1993-1994            | Atlético Madrid | 2 – 3                 | Real Madrid     |
| 36 | 13/01/2011 | Stadio Santiago Bernabéu       | Coppa del Re 2010-2011            | Real Madrid     | 3 – 1                 | Atlético Madrid |
| 37 | 20/01/2011 | Stadio Vicente Calderón        | Coppa del Re 2010-2011            | Atlético Madrid | 0 – 1                 | Real Madrid     |
| 38 | 17/05/2013 | Stadio Santiago Bernabéu       | Coppa del Re 2012-2013            | Real Madrid     | 1 – 2 (dts)           | Atlético Madrid |
| 39 | 05/02/2014 | Stadio Santiago Bernabéu       | Coppa del Re 2013-2014            | Real Madrid     | 3 – 0                 | Atlético Madrid |
| 40 | 11/02/2014 | Stadio Vicente Calderón        | Coppa del Re 2013-2014            | Atlético Madrid | 0 – 2                 | Real Madrid     |
| 41 | 07/01/2015 | Stadio Vicente Calderón        | Coppa del Re 2014-2015            | Atlético Madrid | 2 – 0                 | Real Madrid     |
| 42 | 15/01/2015 | Stadio Santiago Bernabéu       | Coppa del Re 2014-2015            | Real Madrid     | 2 – 2                 | Atlético Madrid |
| 43 | 26/01/2023 | Stadio Santiago Bernabéu       | Coppa del Re 2022-2023            | Real Madrid     | 3 – 1 (dts)           | Atlético Madrid |
| 44 | 18/01/2024 | Stadio Cívitas Metropolitano   | Coppa del Re 2023-2024            | Atlético Madrid | 4 – 2 (dts)           | Real Madrid     |

### Cronologia dei derby in Copa de la Liga
| Nº | Data       | Stadio                   | Competizione         | In casa         | Risultato | In trasferta    |
| -- | ---------- | ------------------------ | -------------------- | --------------- | --------- | --------------- |
| 1  | 06/05/1984 | Stadio Santiago Bernabéu | Copa de la Liga 1984 | Real Madrid     | 1 – 1     | Atlético Madrid |
| 2  | 12/05/1984 | Stadio Vicente Calderón  | Copa de la Liga 1984 | Atlético Madrid | 3 – 2     | Real Madrid     |
| 3  | 05/06/1985 | Stadio Vicente Calderón  | Copa de la Liga 1985 | Atlético Madrid | 3 – 2     | Real Madrid     |
| 4  | 15/06/1985 | Stadio Santiago Bernabéu | Copa de la Liga 1985 | Real Madrid     | 2 – 0     | Atlético Madrid |

### Cronologia dei derby in Supercopa de España
| Nº | Data       | Stadio                                | Competizione             | In casa         | Risultato             | In trasferta    |
| -- | ---------- | ------------------------------------- | ------------------------ | --------------- | --------------------- | --------------- |
| 1  | 19/08/2014 | Stadio Santiago Bernabéu              | Supercopa de España 2014 | Real Madrid     | 1 – 1                 | Atlético Madrid |
| 2  | 22/08/2014 | Stadio Vicente Calderón               | Supercopa de España 2014 | Atlético Madrid | 1 – 0                 | Real Madrid     |
| 3  | 12/01/2020 | Stadio Città dello sport Re Abd Allah | Supercopa de España 2020 | Real Madrid     | 0 – 0 (dts) (4-1 dtr) | Atlético Madrid |
| 4  | 10/01/2024 | Stadio dell'Università Re Sa'ud       | Supercopa de España 2024 | Real Madrid     | 5 – 3 (dts)           | Atlético Madrid |

### Cronologia dei derby in Champions League

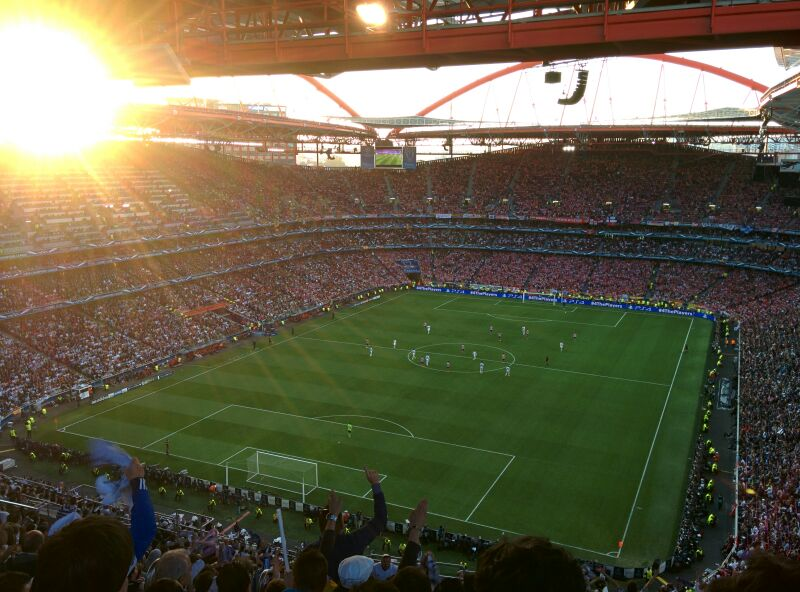
La finale di Champions League del 2014 è stata la prima tra due squadre della stessa città

| Nº | Data       | Stadio                         | Competizione                    | In casa         | Risultato             | In trasferta    |
| -- | ---------- | ------------------------------ | ------------------------------- | --------------- | --------------------- | --------------- |
| 1  | 15/04/1959 | Stadio Santiago Bernabéu       | Coppa dei Campioni 1958-1959    | Real Madrid     | 2 – 1                 | Atlético Madrid |
| 2  | 07/05/1959 | Stadio metropolitano di Madrid | Coppa dei Campioni 1958-1959    | Atlético Madrid | 1 – 0                 | Real Madrid     |
| 3  | 13/05/1959 | Stadio de La Romareda          | Coppa dei Campioni 1958-1959    | Real Madrid     | 2 – 1                 | Atlético Madrid |
| 4  | 24/05/2014 | Stadio da Luz                  | UEFA Champions League 2013-2014 | Real Madrid     | 4 – 1 (dts)           | Atlético Madrid |
| 5  | 14/04/2015 | Stadio Vicente Calderón        | UEFA Champions League 2014-2015 | Atlético Madrid | 0 – 0                 | Real Madrid     |
| 6  | 22/04/2015 | Stadio Santiago Bernabéu       | UEFA Champions League 2014-2015 | Real Madrid     | 1 – 0                 | Atlético Madrid |
| 7  | 28/05/2016 | Stadio Giuseppe Meazza         | UEFA Champions League 2015-2016 | Real Madrid     | 1 – 1 (dts) (5-3 dtr) | Atlético Madrid |
| 8  | 02/05/2017 | Stadio Santiago Bernabéu       | UEFA Champions League 2016-2017 | Real Madrid     | 3 – 0                 | Atlético Madrid |
| 9  | 10/05/2017 | Stadio Vicente Calderón        | UEFA Champions League 2016-2017 | Atlético Madrid | 2 – 1                 | Real Madrid     |
| 10 | 04/03/2025 | Stadio Santiago Bernabéu       | UEFA Champions League 2024-2025 | Real Madrid     | 2 – 1                 | Atlético Madrid |
| 11 | 12/03/2025 | Stadio Metropolitano           | UEFA Champions League 2024-2025 | Atlético Madrid | 1 – 0 (dts) (2-4 dtr) | Real Madrid     |

### Cronologia dei derby in Supercoppa Europea

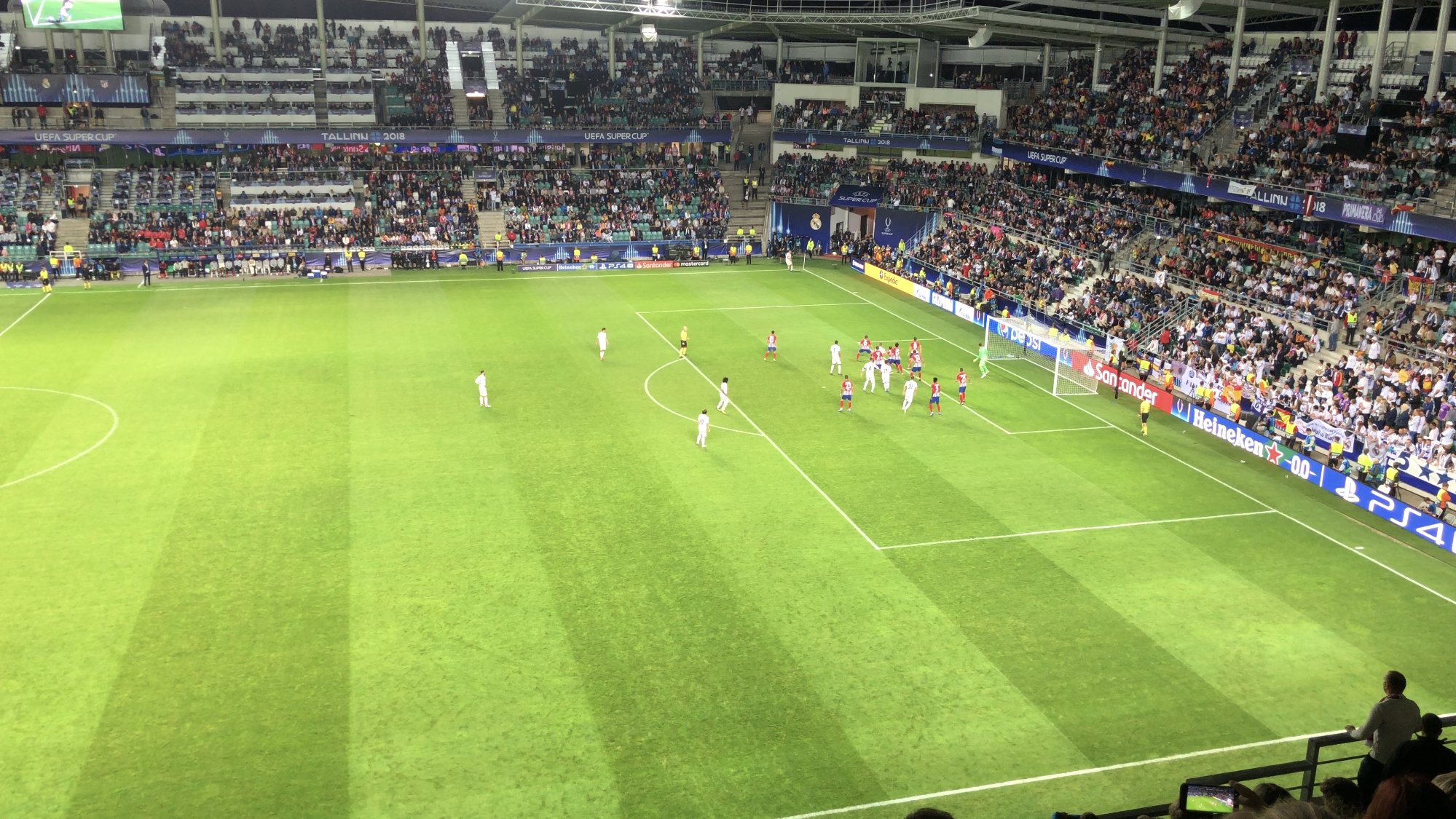
L'unico incontro tra le due squadre nella Supercoppa UEFA

| Nº | Data       | Stadio          | Competizione         | In casa     | Risultato   | In trasferta    |
| -- | ---------- | --------------- | -------------------- | ----------- | ----------- | --------------- |
| 1  | 15/08/2018 | A. Le Coq Arena | Supercoppa UEFA 2018 | Real Madrid | 2 – 4 (dts) | Atlético Madrid |

## Statistiche
| Competizione           | Gare | VRM | N  | VAM | GRM | GAM |
| ---------------------- | ---- | --- | -- | --- | --- | --- |
| Primera División       | 174  | 89  | 44 | 41  | 296 | 225 |
| Coppa del Re           | 44   | 18  | 14 | 12  | 62  | 50  |
| Copa de la Liga        | 4    | 1   | 1  | 2   | 7   | 7   |
| Supercoppa di Spagna   | 4    | 1   | 2  | 1   | 6   | 5   |
| Champions League       | 11   | 6   | 2  | 3   | 16  | 9   |
| Supercoppa UEFA        | 1    | 0   | 0  | 1   | 2   | 4   |
| Totale Ufficiali       | 235  | 114 | 61 | 60  | 385 | 297 |
| Campeonato Regional    | 54   | 34  | 7  | 13  | 108 | 72  |
| Copa Federación Centro | 5    | 4   | 0  | 1   | 15  | 5   |
| Totale                 | 297  | 153 | 70 | 74  | 512 | 377 |

Le due squadre madrilene si sono affrontate nella storia 5 volte nella finale della coppa nazionale: nel 1960, 1961, 1975, 1992 e nel 2013. L'Atlético Madrid domina con 4 vittorie nelle finali, contro l'unica vittoria del Real nel 1975.
Le due squadre si sono affrontate nella massima competizione europea per club cinque volte complessivamente, di cui quattro consecutive tra le stagioni 2013-14 e 2016-17. I confronti sono avvenuti una volta nei quarti di finale (2014-15), due volte in semifinale (1958-59 e 2016-17) e due volte in finale (2013-14 e 2015-16).
Per due volte le due compagini si sono affrontate nella finale di Champions League, ed entrambe sono state vinte dalle Merengues del Real Madrid: il 24 maggio 2014 (4-1 dopo i tempi supplementari, partita giocata allo stadio da Luz di Lisbona, in Portogallo) e il 28 maggio 2016 (5-3 ai rigori dopo l'1-1 ai tempi regolamentari e supplementari, partita giocata allo stadio Giuseppe Meazza di Milano, in Italia).

## Record personali

### Maggior numero di derby disputati
In grassetto i giocatori attualmente tesserati.
| Calciatore         | Squadra         | Totale | Totale | Liga | Liga | Copa del Rey | Copa del Rey | Copa de la Liga | Copa de la Liga | Supercoppa | Supercoppa | Coppe Europee | Coppe Europee |
| Calciatore         | Squadra         | PG     | Gol    | PG   | Gol  | PG           | Gol          | PG              | Gol             | PG         | Gol        | PG            | Gol           |
| ------------------ | --------------- | ------ | ------ | ---- | ---- | ------------ | ------------ | --------------- | --------------- | ---------- | ---------- | ------------- | ------------- |
| Sergio Ramos       | Real Madrid     | 46     | 6      | 29   | 1    | 7            | 2            | —               | —               | 3          | 0          | 7             | 3             |
| Manolo Sanchís     | Real Madrid     | 42     | 1      | 27   | 1    | 11           | 0            | 4               | 0               | —          | —          | 0             | 0             |
| Paco Gento         | Real Madrid     | 42     | 10     | 29   | 8    | 10           | 2            | —               | —               | —          | —          | 3             | 0             |
| Koke               | Atlético Madrid | 42     | 2      | 25   | 1    | 7            | 0            | —               | —               | 3          | 0          | 7             | 1             |
| Luka Modrić        | Real Madrid     | 42     | 0      | 25   | 0    | 5            | 0            | —               | —               | 4          | 0          | 8             | 0             |
| Karim Benzema      | Real Madrid     | 39     | 8      | 25   | 6    | 6            | 1            | —               | —               | 2          | 0          | 6             | 1             |
| Santillana         | Real Madrid     | 36     | 15     | 27   | 13   | 7            | 1            | 2               | 1               | 0          | 0          | 0             | 0             |
| Míchel             | Real Madrid     | 36     | 4      | 23   | 2    | 11           | 1            | 2               | 1               | 0          | 0          | 0             | 0             |
| Adelardo Rodríguez | Atlético Madrid | 35     | 8      | 27   | 6    | 8            | 2            | —               | —               | —          | —          | 0             | 0             |
| Chendo             | Real Madrid     | 35     | 0      | 24   | 0    | 9            | 0            | 2               | 0               | 0          | 0          | 0             | 0             |
| Enrique Collar     | Atlético Madrid | 34     | 9      | 24   | 5    | 7            | 2            | —               | —               | —          | —          | 3             | 2             |
| Pirri              | Real Madrid     | 34     | 6      | 28   | 4    | 6            | 2            | —               | —               | —          | —          | 0             | 0             |
| Iker Casillas      | Real Madrid     | 34     | -27    | 25   | -23  | 4            | -1           | —               | —               | 2          | -2         | 3             | -1            |
| Jan Oblak          | Atlético Madrid | 34     | -44    | 20   | -22  | 4            | -7           | —               | —               | 2          | -5         | 8             | -10           |
| Tomás Reñones      | Atlético Madrid | 33     | 0      | 20   | 0    | 11           | 0            | 2               | 0               | 0          | 0          | 0             | 0             |
| Toni Kroos         | Real Madrid     | 33     | 1      | 19   | 1    | 4            | 0            | —               | —               | 4          | 0          | 6             | 0             |
| Daniel Carvajal    | Real Madrid     | 32     | 1      | 18   | 0    | 4            | 0            | —               | —               | 4          | 1          | 6             | 0             |
| Antoine Griezmann  | Atlético Madrid | 32     | 9      | 17   | 4    | 4            | 1            | —               | —               | 4          | 1          | 7             | 1             |
| Emilio Butragueño  | Real Madrid     | 31     | 12     | 18   | 6    | 11           | 4            | 2               | 2               | 0          | 0          | 0             | 0             |
| Cristiano Ronaldo  | Real Madrid     | 31     | 22     | 16   | 12   | 7            | 6            | —               | —               | 2          | 0          | 6             | 4             |
| Isacio Calleja     | Atlético Madrid | 30     | 0      | 20   | 0    | 7            | 0            | —               | —               | 0          | 0          | 3             | 0             |
| Gabi               | Atlético Madrid | 30     | 1      | 17   | 1    | 5            | 0            | —               | —               | 2          | 0          | 6             | 0             |
| Diego Godín        | Atlético Madrid | 30     | 1      | 17   | 0    | 4            | 0            | —               | —               | 2          | 0          | 7             | 1             |

### Maggior numero di gol realizzati
In grassetto i giocatori attualmente tesserati.
| Giocatore          | Squadra         | Liga | Liga | Copa del Rey | Copa del Rey | Copa de la Liga | Copa de la Liga | Supercoppa | Supercoppa | Coppe Europee | Coppe Europee | Totale | Totale | Totale |
| Giocatore          | Squadra         | PG   | G    | PG           | G            | PG              | G               | PG         | G          | PG            | G             | PG     | G      | %      |
| ------------------ | --------------- | ---- | ---- | ------------ | ------------ | --------------- | --------------- | ---------- | ---------- | ------------- | ------------- | ------ | ------ | ------ |
| Cristiano Ronaldo  | Real Madrid     | 16   | 12   | 7            | 6            | —               | —               | 2          | 0          | 6             | 4             | 31     | 22     | 0.71   |
| Santiago Bernabéu  | Real Madrid     | —    | —    | 19           | 17           | —               | —               | —          | —          | —             | —             | 19     | 17     | 0.89   |
| Alfredo Di Stéfano | Real Madrid     | 19   | 13   | 4            | 3            | —               | —               | —          | —          | 3             | 1             | 26     | 17     | 0.65   |
| Santillana         | Real Madrid     | 27   | 13   | 7            | 1            | 2               | 1               | 0          | 0          | 0             | 0             | 36     | 15     | 0.42   |
| Ferenc Puskás      | Real Madrid     | 11   | 9    | 4            | 2            | —               | —               | —          | —          | 2             | 2             | 17     | 13     | 0.76   |
| Paco Campos        | Atlético Madrid | 16   | 9    | 2            | 3            | —               | —               | 0          | 0          | —             | —             | 18     | 12     | 0.67   |
| Emilio Butragueño  | Real Madrid     | 18   | 6    | 11           | 4            | 2               | 2               | 0          | 0          | 0             | 0             | 31     | 12     | 0.39   |
| Adrián Escudero    | Atlético Madrid | 20   | 9    | 5            | 2            | —               | —               | 0          | 0          | 0             | 0             | 25     | 11     | 0.44   |
| Raúl González      | Real Madrid     | 27   | 11   | 0            | 0            | —               | —               | 0          | 0          | 0             | 0             | 27     | 11     | 0.41   |
| Ildefonso Sañudo   | Real Madrid     | 4    | 5    | 3            | 5            | —               | —               | —          | —          | —             | —             | 7      | 10     | 1.43   |
| Amancio            | Real Madrid     | 23   | 9    | 4            | 1            | —               | —               | —          | —          | 0             | 0             | 27     | 10     | 0.37   |
| Hugo Sánchez       | Entrambi i club | 16   | 4    | 8            | 5            | 4               | 1               | 0          | 0          | 0             | 0             | 28     | 10     | 0.36   |
| Paco Gento         | Real Madrid     | 29   | 8    | 10           | 2            | —               | —               | —          | —          | 3             | 0             | 42     | 10     | 0.24   |
| Monchín Triana     | Entrambi i club | 3    | 2    | 20           | 7            | —               | —               | —          | —          | —             | —             | 23     | 9      | 0.39   |
| Antoine Griezmann  | Atlético Madrid | 17   | 6    | 4            | 1            | —               | —               | 4          | 1          | 7             | 1             | 32     | 9      | 0.28   |
| Enrique Collar     | Atlético Madrid | 24   | 5    | 7            | 2            | —               | —               | —          | —          | 3             | 2             | 34     | 9      | 0.26   |
| Rubén Cano         | Atlético Madrid | 9    | 7    | 3            | 1            | —               | —               | —          | —          | 0             | 0             | 12     | 8      | 0.67   |
| José Juncosa       | Atlético Madrid | 14   | 6    | 4            | 2            | —               | —               | —          | —          | —             | —             | 18     | 8      | 0.44   |
| Adelardo Rodríguez | Atlético Madrid | 27   | 6    | 8            | 2            | —               | —               | —          | —          | 0             | 0             | 35     | 8      | 0.23   |
| Karim Benzema      | Real Madrid     | 25   | 6    | 6            | 1            | —               | —               | 2          | 0          | 6             | 1             | 39     | 8      | 0.21   |
| Pahiño             | Real Madrid     | 10   | 6    | 1            | 1            | —               | —               | —          | —          | —             | —             | 11     | 7      | 0.64   |
| Antonio Alsúa      | Real Madrid     | 9    | 6    | 0            | 0            | —               | —               | 1          | 0          | —             | —             | 10     | 6      | 0.60   |
| Iván Zamorano      | Real Madrid     | 8    | 5    | 2            | 1            | —               | —               | —          | —          | 0             | 0             | 10     | 6      | 0.60   |
| Joaquín Peiró      | Atlético Madrid | 11   | 3    | 2            | 3            | —               | —               | —          | —          | 3             | 0             | 16     | 6      | 0.38   |
| Luis Aragonés      | Atlético Madrid | 16   | 2    | 6            | 4            | —               | —               | —          | —          | 0             | 0             | 22     | 6      | 0.27   |
| Pirri              | Real Madrid     | 28   | 4    | 6            | 2            | —               | —               | —          | —          | 0             | 0             | 34     | 6      | 0.18   |
| Sergio Ramos       | Real Madrid     | 29   | 1    | 7            | 2            | —               | —               | 2          | 0          | 7             | 3             | 46     | 6      | 0.13   |

## Alcuni giocatori che hanno giocato in entrambe le squadre
- Antonio Adán
- Manuel Anatol
- Luis Aragonés
- Javier Barroso
- Santiago Bernabéu
- José Cabo
- José Luis Caminero
- Juan de Cárcer
- Ramón de Cárdenas
- Thibaut Courtois
- Juan Esnáider
- Rodrigo Fabri
- Miguel Ángel Ferrer
- José Antonio García Calvo
- Adolfo Bracero García
- Pablo García
- Ramón Grosso
- Juan Antonio Ipiña
- Pedro Jaro
- Juanfran
- Juanito
- Luis Miranda Junco
- José Manuel Jurado
- Jaime Lazcano

- Rafael Lesmes
- Marcos Llorente
- Paco Llorente
- Sebastián Losada
- Cándido Martínez
- Francisco Moraleda
- Álvaro Morata
- José María Movilla
- Luis Olaso
- Eduardo Ordóñez
- Joaquín Parra
- José Luis Pérez-Payá
- Sergio Reguilón
- José Antonio Reyes
- Julián Ruete
- Luis Marín Sabater
- Hugo Sánchez[11]
- Pruden Sánchez
- Bernd Schuster[11]
- Santiago Solari
- Miquel Soler
- Monchín Triana
- Cosme Vázquez

## Palmarès
Dati aggiornati al 18 dicembre 2024.
| Titoli ufficiali | Regionali   | Regionali | Nazionali | Nazionali | Nazionali | Nazionali | Nazionali | Nazionali | Nazionali | Europei | Europei | Europei | Europei | Europei | Mondiali | Mondiali | Mondiali | Totale |   |     |
| ---------------- | ----------- | --------- | --------- | --------- | --------- | --------- | --------- | --------- | --------- | ------- | ------- | ------- | ------- | ------- | -------- | -------- | -------- | ------ | - | --- |
| Titoli ufficiali | Real Madrid | 23        | 3         | 36        | 20        | 13        | 1         | 1         | -         | -       | 15      | 2       | -       | 6       | 2        | 1        | 5        | Totale | 4 | 132 |
| Atlético Madrid  | 4           | 1         | 11        | 10        | 2         | -         | 2         | 1         | 1         | -       | 3       | 1       | 3       | -       | -        | -        | 1        | 40     |   |     |

Nota: competizioni da sinistra a destra: Campeonato Regional, Copa Federación, Primera División, Copa del Rey, Supercopa de España, Copa de la Liga, Coppa Eva Duarte, Coppa dei Campioni di Spagna, Copa Presidente de la FEF, UEFA Champions League, UEFA Europa League, Coppa delle Coppe UEFA, Supercoppa UEFA, Coppa Latina, Coppa Iberoamericana, Coppa del mondo per club FIFA, Coppa Intercontinentale.